# Карт-Джурт
Карт-Джурт (дословный перевод с карач.- балк. «Старая Родина») — аул в Карачаевском районе Карачаево-Черкесии Российской Федерации.
Расположен в 33 км к юго-востоку от райцентра — города Карачаевска.
Образует муниципальное образование Карт-Джуртское сельское поселение как единственный населённый пункт в его составе.

## История
20 октября 1828 года вблизи аула Карт-Джурт произошло Хасаукинское сражение в ходе Кавказской войны между русскими войсками и карачаевским ополчением, завершившееся поражением горского ополчения и присоединением Карачая к Российской империи.
В 1957 году указом Президиума Верховного Совета РСФСР село Мтисдзири переименовано в аул Карт-Джурт.

## Население
| 2002  | 2010 | 2012 | 2013 | 2014  | 2015  | 2016 |
| ----- | ---- | ---- | ---- | ----- | ----- | ---- |
| 690   | ↗800 | ↗845 | ↗900 | ↗918  | ↘895  | ↘879 |
| 2017  | 2018 | 2019 | 2020 | 2021  | 2023  | 2024 |
| ↘867  | ↘859 | ↘848 | ↘841 | ↗1002 | →1002 | ↘997 |
| 2025  |      |      |      |       |       |      |
| ↗1003 |      |      |      |       |       |      |

## Известные уроженцы
- Карачайлы, Ислам (1896—1938) — карачаевский журналист, публицист, редактор, литературный критик, борец за просвещение горцев Кавказа.